# Историзм (лингвистика)
Истори́змы — слова, представляющие собой названия существовавших когда-то, но исчезнувших предметов, явлений человеческой жизни. Историзмы относятся к пассивному словарю и не имеют синонимов в современном языке.
Возраст историзма может исчисляться как веками (смерд, боярин, братина), так и десятилетиями (нэпман, ликбез, продналог).
Примеры: тиун, армяк, камзол, латы, опричник, кокошник, вече, смерд, треуголка.
Противоположное архаизмам (устаревшие слова, которые в современной речи заменены синонимами).